# نورتدیل (فلوریدا)
نورتدیل (به انگلیسی: Northdale) یک منطقهٔ مسکونی در ایالات متحده آمریکا است که در شهرستان هیلزبرو، فلوریدا واقع شده‌است. نورتدیل ۲۲٫۲ کیلومتر مربع مساحت و ۲۲٬۰۷۹ نفر جمعیت دارد و ۱۵٫۸۵ متر بالاتر از سطح دریا واقع شده‌است.